# Římskokatolická farnost – děkanství Děčín I
Římskokatolická farnost – děkanství Děčín I (lat. Tetschna) je církevní správní jednotka sdružující římské katolíky na území města Děčín a v jeho okolí. Organizačně spadá do děčínského vikariátu, který je jedním z 10 vikariátů litoměřické diecéze. Centrem farnosti je děkanský kostel Povýšení svatého Kříže v Děčíně.

## Historie farnosti

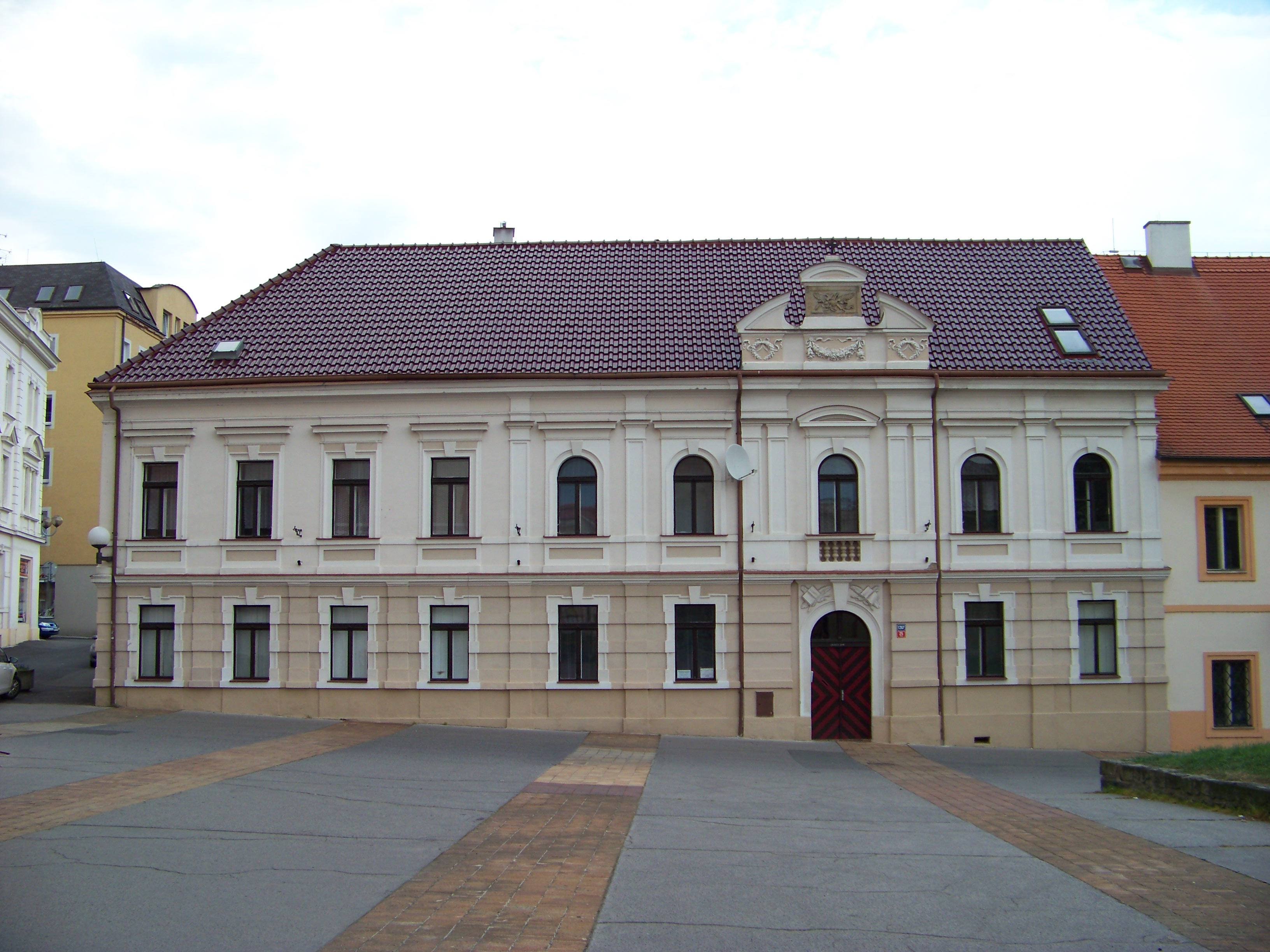
Budova děčínského děkanství

Duchovní správa zde existovala již v 11. století. Matriky jsou vedeny od roku 1596. Farní kostel sv. Kříže nechali v roce 1691 postavit Thunové. V roce 1702 byla farnost biskupem Šternberkem povýšena na děkanství. V sousedství kostela sv. Kříže vyrostla v roce 1726 kaple Panny Marie Pomocné, a letech 1751-1778 byl vybudován filiální kostel sv. Václava a Blažeje.
Farnost je až do dnešních dnů kontinuálně obsazena knězem.

### Duchovní správcové vedoucí farnost
Začátek působnosti jmenovaného v duchovní správě farnosti od roku:
- Mikuláš, † 1368
- 1368 Blažej z Rožďálovic
- Jan z Velemína
- 1372 Jan od sv. Vojtěcha z Ústí
- 1522 Baltazar Pasinarius
- 1551-1552 Martin Laurentius[3]
- 1559-1625 luteránští pastoři:

Andreas Seyfert
Gabriel Stange
Fabian Starck
Martin Boreck
Thomas Crusio
Urban Killer
Georg Eger
- 1627-1627 luteránský diakon Kristian Arnim von Arendt
- 1635-1652 Johann Reckma (latinsky Ioann. Reckme), holandský benediktin[4]
- 1652-1685 Joann. Edelin, jezuité z Chomutova
- 1677-1710 Michael Koch (Mich. Leopold. Kvek), † 1710 – prvoděkan (od roku 1702 děkanství)
- 1710-1727 Johann Georg Hampl (německy Georg Hampel)
- 1727-1740 Ferdinand Hegenbart (Ferd. Hegenbarth)
- 1740-1741 Antonín Kuchelský z Restagova (též Anton. Kuchulský z Nestajova)
- 1741-1771 Georg Friedrich svob. pán Wilczek z Gutlandu a Hulcina (Georg. Friedr. baron Wilezek von Gutland und Hulzin)[5]
- 1771-1779 Hermann svob. pán Henniger z Ebergu (Herrmann baron Henninger von Eberg)[6]
- 1779-1779 Václav Chlumčanský z Přestavlk a Chlumčan (Wenc. Clumčanský z Přestavlk)[7]
- 1779-1809 Karl Pompe (Carol. Pompe), † 31. 12. 1808
- 1809-1816 August Wankel, † 19. 7. 1816
- 1816 dec. vacat,[p 2] cap. Jos. Kalubner
- 1816-1845 Johann Niklas (Joan. Niklas), nar. 28. 10. 1786 Litoměřice, o. 9. 4. 1809, † 15. 11. 1845
- 1845 dec. vacat,[p 2] admin. Alex. Ulm
- 1846-1864 Josef Kalubner, nar. 15. 8. 1788 Ritschens, o. 22. 8. 1815, † 21. 6. 1864
- 1864-1883 Konrad Pohl (Conr. Pohl), nar. 10. 7. 1804 Děčín, o. 3. 9. 1828, † 10. 4. 1883
- 1883-1909 Anton Kropsbauer, nar. 5. 6. 1828 Břvany, o. 25. 7. 1851, † 24. 10. 1909
- 1910 par. vacat,[p 2] admin interc. Anton Mildner
- 1910-1938 Josef Usler, nar. 2. 3. 1866 Litoměřice, o. 16. 5. 1889, † 17. 8. 1938
- 1938-1945 Theodor Trompeter, nar. 20. 1. 1887 Essen, o. 16. 7. 1911
- 16. 5. 1946 Vojtěch Bartoš SJ,[8] admin.
- 1. 7. 1950 Vlastimil Punčochář
- 1. 12. 1951 Karel Kvítek; kaplani: P. Stejskal, P. Pohl
- 20. 6. 1952 ThDr. Antonín (Ján Anton) Danišovič OFM (administrátor), nar. Boleráz u Trnavy, pohřeb u Všech sv., Litoměřice
  - kaplan: Prof. teologie Dr. Jan Joklík OFM († 1978)
- 20. 6. 1978 Benno Rössler, admin.
- 1. 2. 1990 Pavel Jančík
- 1. 10. 1994 Pavel Procházka, admin.
- 15. 11. 2003 Martin Davídek, admin.
- 1. 10. 2005 Antoni Kośmidek, farář
- 16. 8. 2006 Antonín Sedlák, admin.
- 1. 7. 2009 Tomáš Kuba, admin., od 1. 1. 2019 děkan[9]

#### Galerie duchovních

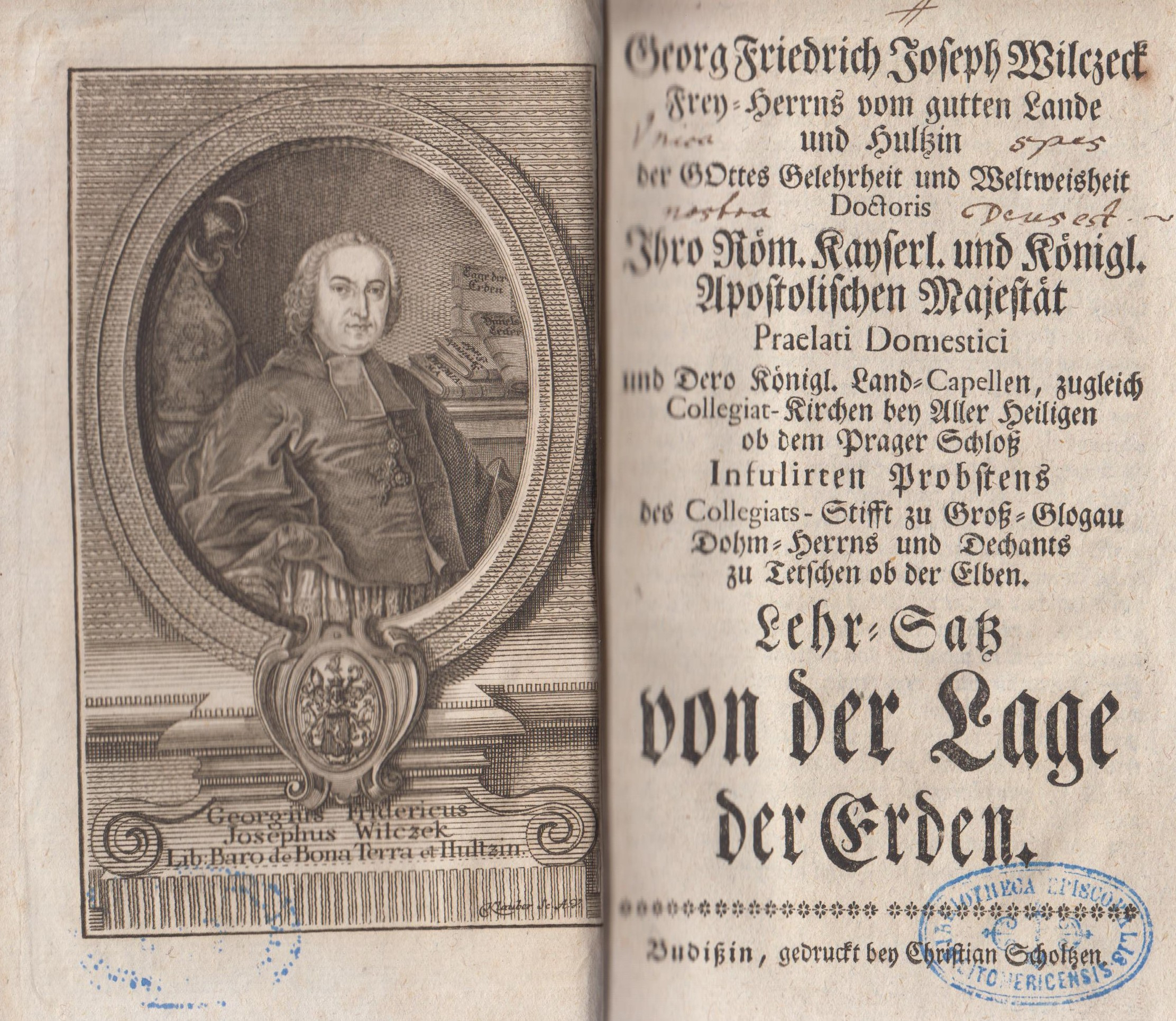
Georg Friedrich Joseph Wilczeck
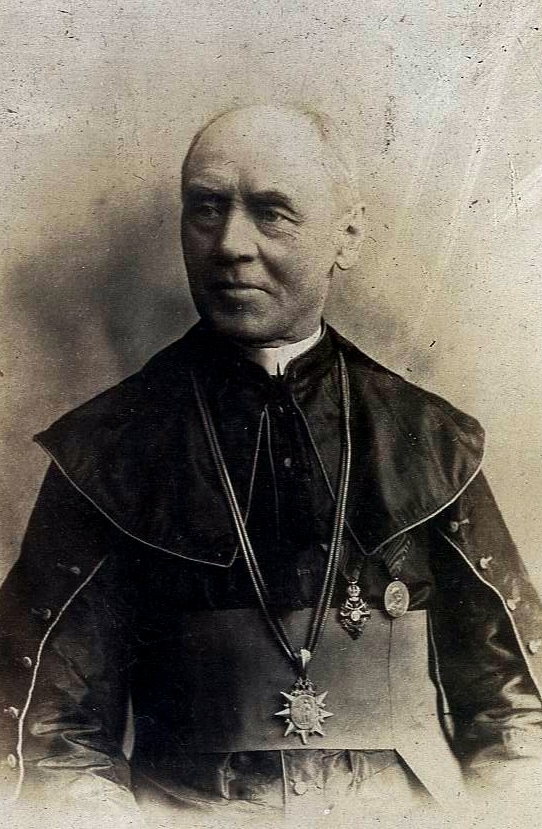
Antonín Kropsbauer
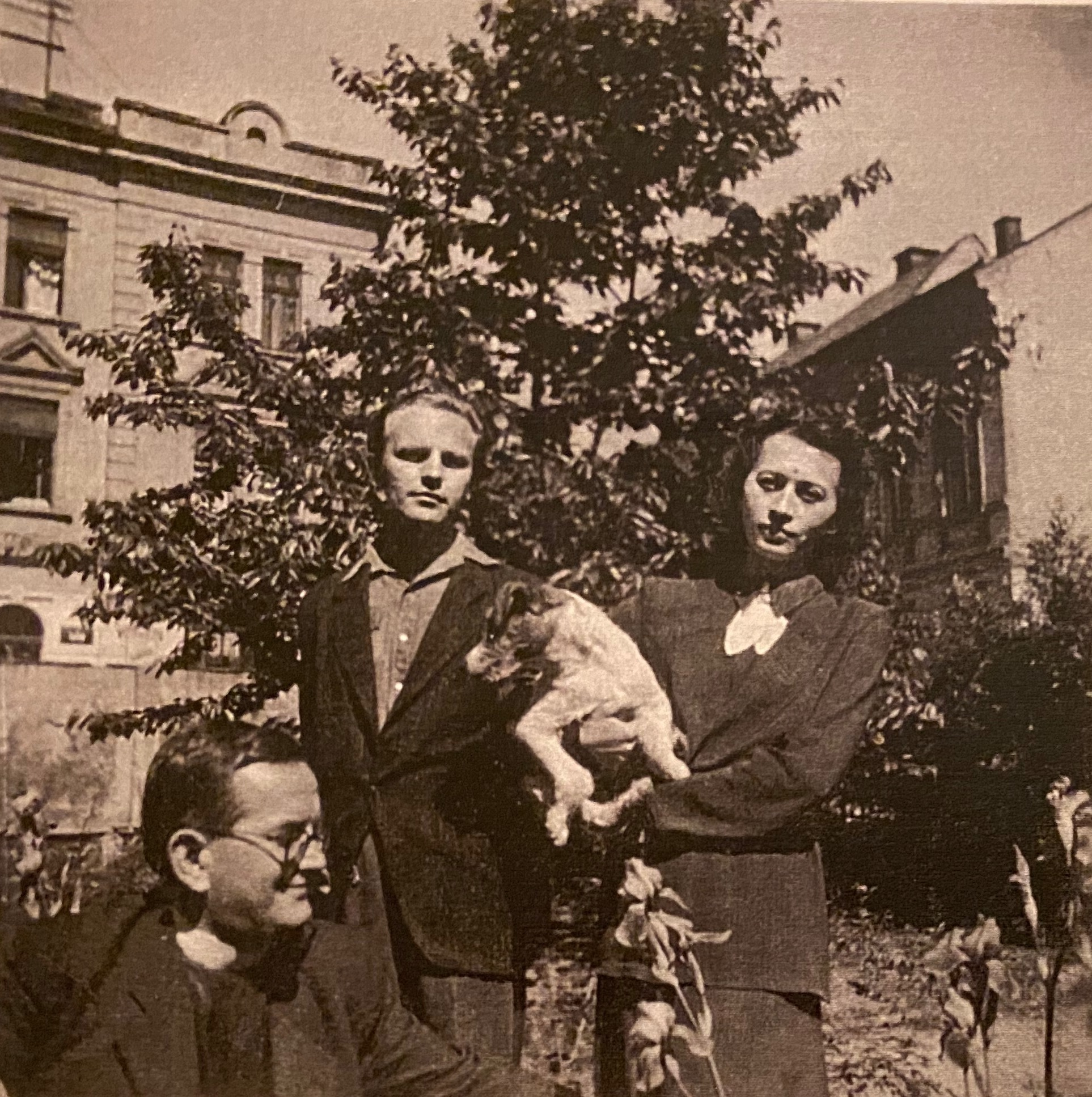
Vojtěch Bartoš SJ
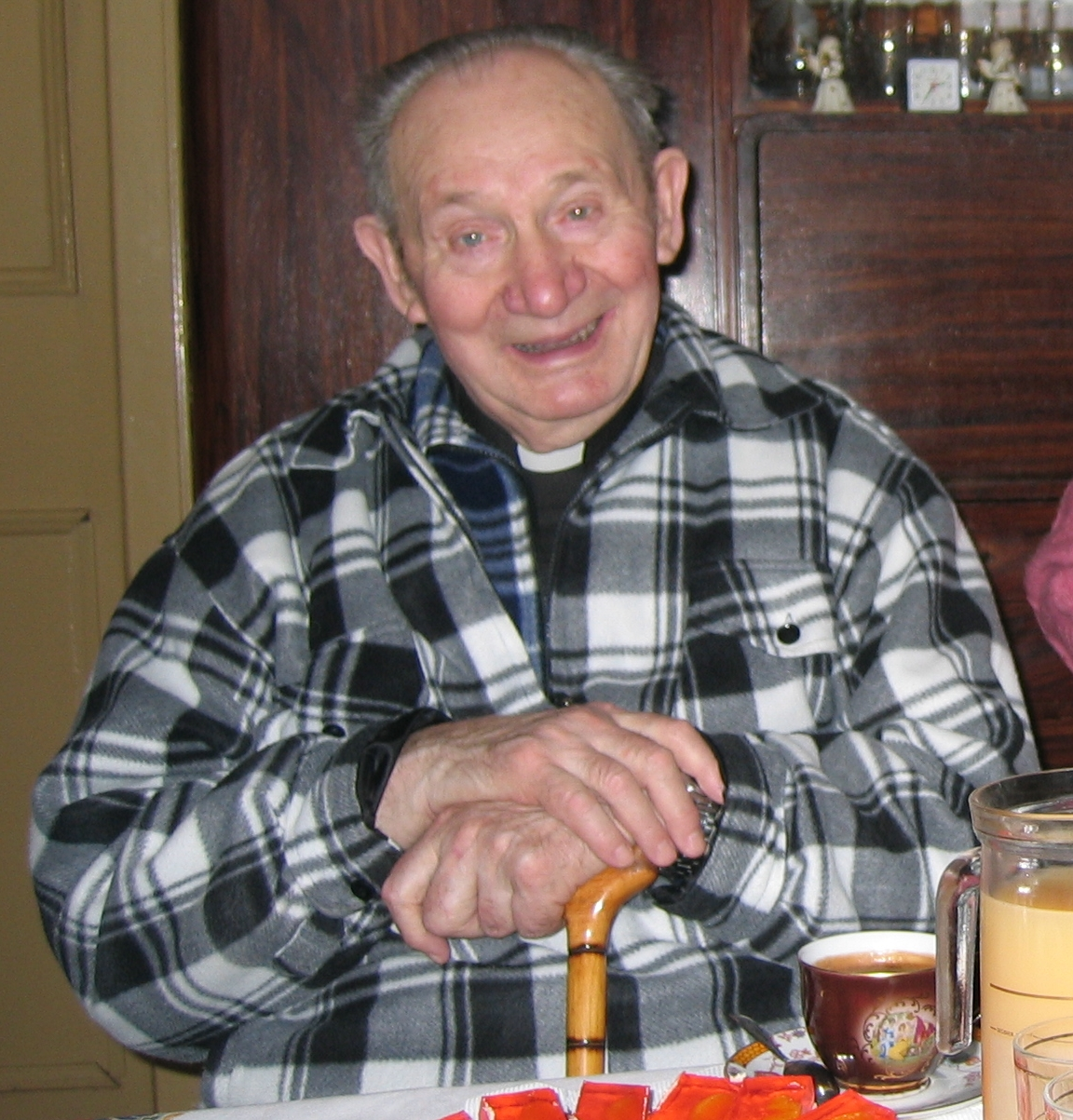
Josef Stejskal
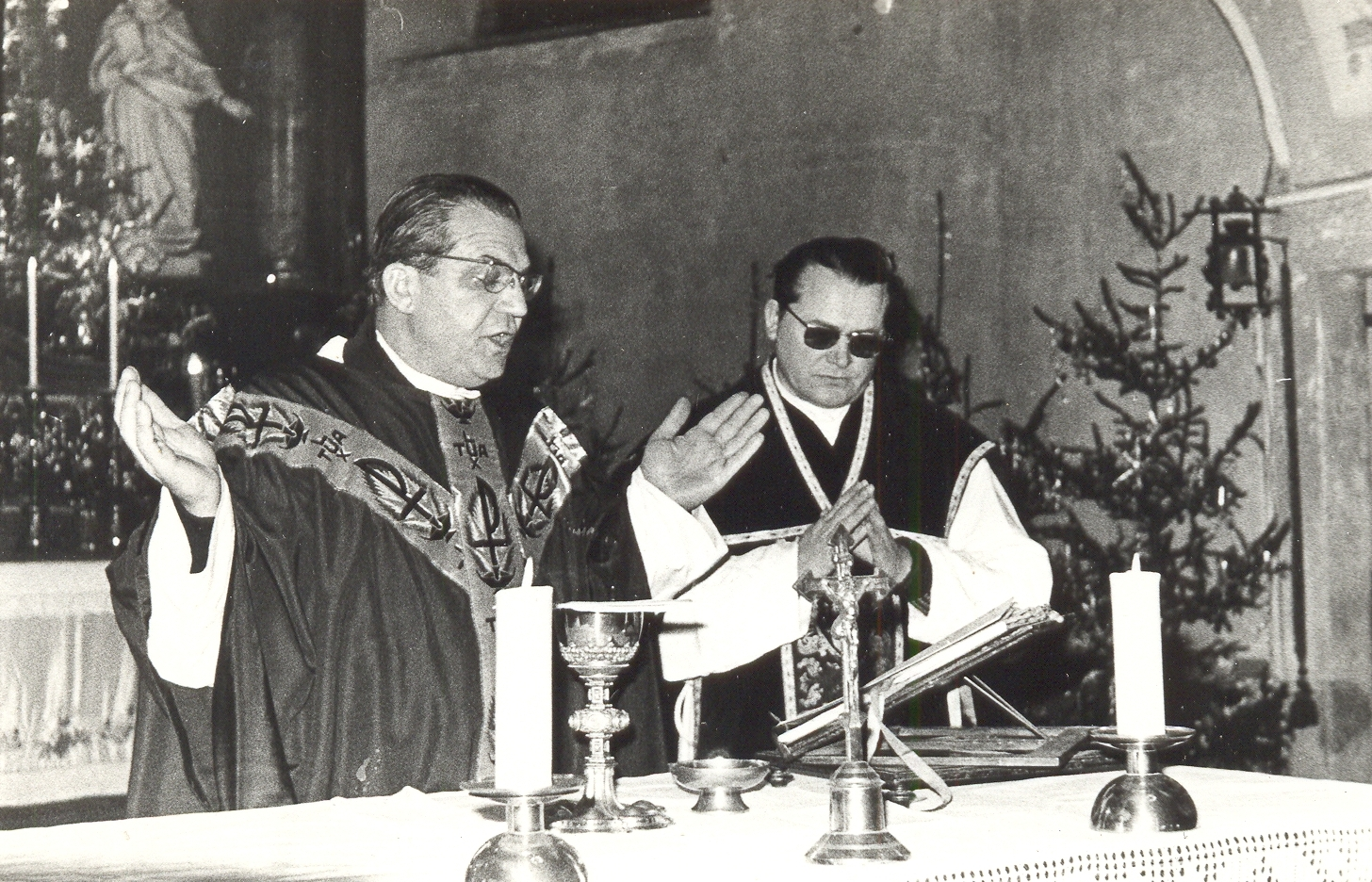
Jan Pohl a Josef Dobiáš
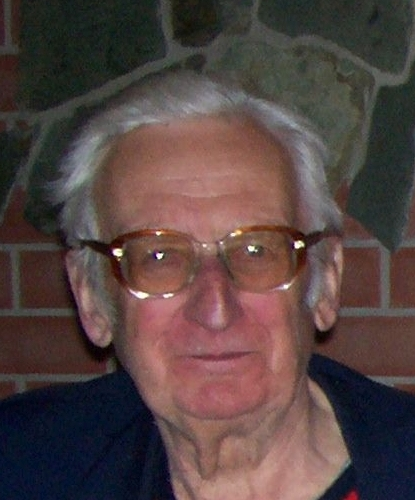
Benno Rössler
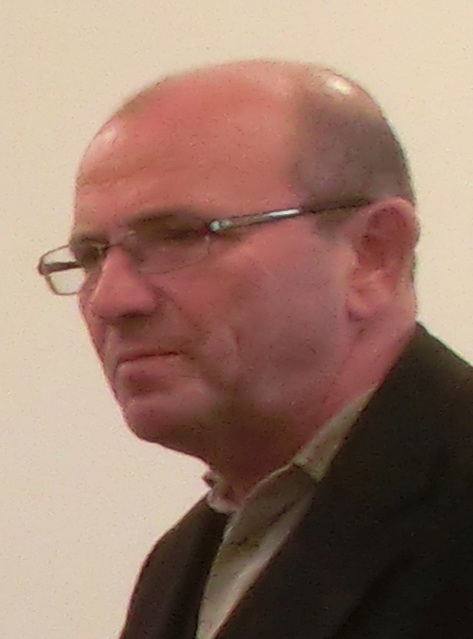
Pavel Procházka
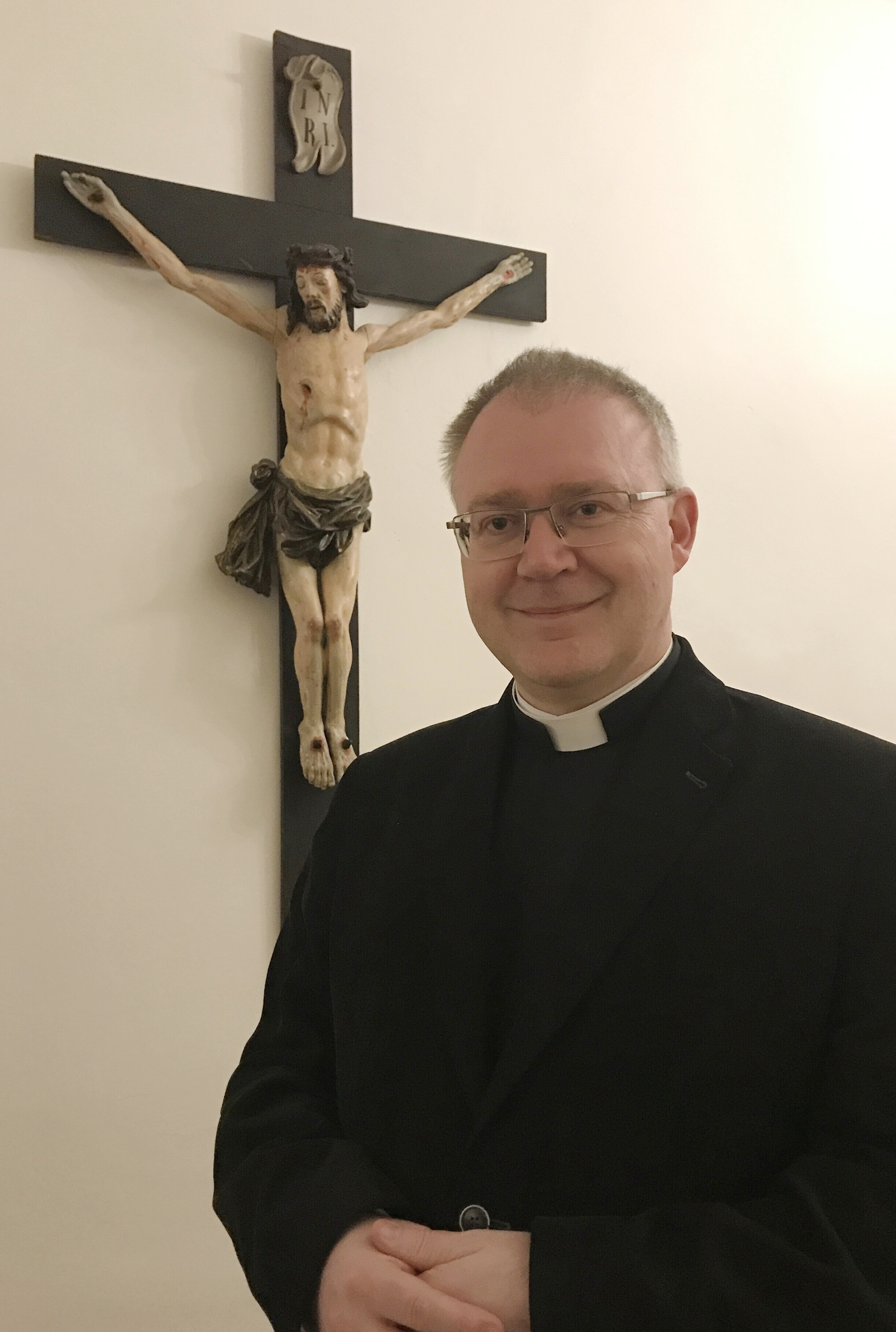
Martin Davídek

## Území farnosti
Do farnosti náleží území těchto obcí:
- Anenský Vrch (Annaberg[p 3])
- Bechlejovice (Bachelsdorf[p 3])
- Březiny (Birkigt[p 3])
- Děčín (Tetschen[p 3])
- Dolní Chlum (Stabigt[p 3])
- Folknáře (Falken[p 3])
- Horní Chlum (Kolmen[p 3])
- Křešice (Krischwitz[p 3])
- Libverda (Liebwerd[p 3])
- Loubí (Lauben[p 3])
- Ludvíkovice (Losdorf[p 3])
- Staré Město (Altstadt[p 3])

## Římskokatolické sakrální stavby na území farnosti
| | Fotografie | Stavba                       | Místo                    | Bohoslužby                      | Zeměpisné souřadnice             | Status          | Číslo kulturní památky           |
| Kostely | Kostely    | Kostely                      | Kostely                  | Kostely                         | Kostely                          | Kostely         | Kostely                          |
| --- | ---------- | ---------------------------- | ------------------------ | ------------------------------- | -------------------------------- | --------------- | -------------------------------- |
| 1. |            | Kostel Povýšení sv. Kříže    | Děčín                    | bližší informace o bohoslužbách | 50°46′46″ s. š., 14°12′50″ v. d. | farní kostel    | 18815/5-4083 (Pk•MIS•Sez•Obr•WD) |
| 2. |            | Kostel sv. Václava a Blažeje | Děčín                    | bližší informace o bohoslužbách | 50°46′56″ s. š., 14°12′54″ v. d. | filiální kostel | 25520/5-4084 (Pk•MIS•Sez•Obr•WD) |
| Kaple |            |                              |                          |                                 |                                  |                 |                                  |
| 3. |            | Kaple Panny Marie Sněžné     | Děčín                    | bližší informace o bohoslužbách | 50°46′45″ s. š., 14°12′51″ v. d. | kaple           | 18815/5-4083 (Pk•MIS•Sez•Obr•WD) |
| 4. |            | Kaple sv. Jiří               | Zámek Děčín              | bližší informace o bohoslužbách | 50°46′45″ s. š., 14°12′32″ v. d. | zámecká kaple   | 25265/5-4082 (Pk•MIS•Sez•Obr•WD) |
| 5. |            | Kaple Panny Marie Pomocné    | Děčín                    | bohoslužby příležitostně        | 50°46′57″ s. š., 14°12′55″ v. d. | kaple           | 47706/5-4086 (Pk•MIS•Sez•Obr•WD) |
| 6. |            | Cholerová kaple              | Děčín-Křešice            | bohoslužby příležitostně        | 50°45′2″ s. š., 14°12′3″ v. d.   | obecní kaple    | —                                |
| 7. |            | Kaple                        | Ludvíkovice              | bohoslužby příležitostně        | 50°47′39″ s. š., 14°15′22″ v. d. | obecní kaple    | —                                |
| 8. |            | Kaple v Domově pro seniory   | Děčín, Kamenická 755/195 | bližší informace o bohoslužbách | 50°47′3″ s. š., 14°14′15″ v. d.  | oratoř          | —                                |
| Některé drobné sakrální stavby a pamětihodnosti lze dohledat zde v databázi Drobné sakrální památky Zaniklé sakrální stavby lze dohledat zde v databázi Poškozené a zničené kostely, kaple a synagogy v České republice |            |                              |                          |                                 |                                  |                 |                                  |

Ve farnosti se mohou nacházet i další drobné sakrální stavby, místa římskokatolického kultu a pamětihodnosti, které neobsahuje tato tabulka.

## Farní obvod
Z důvodu efektivity duchovní správy byl vytvořen farní obvod (kolatura) sestávající z přidružených farností spravovaných excurrendo z farnosti – děkanství Děčín I. 
Přehled těchto kolatur je v tabulce farních obvodů děčínského vikariátu.